# トメン
トメン(土門)とは突厥における称号のひとつ。万人長を意味する。

## トメンの称号
突厥におけるトメンの称号は万人長を意味し、突厥君主の隷下にあり万戸を率いる首長のことであった。後に突厥の君主となる阿史那氏の祖先が有した称号で、阿史那氏が突厥の君主となる段階で、ハーンの称号に改められた。　　　　　　　　